# Suga
Pour les articles homonymes, voir Suga (homonymie).
Dans ce nom coréen, le nom de famille, Min, précède le nom personnel.
 (septembre 2016).
Si vous disposez d'ouvrages ou d'articles de référence ou si vous connaissez des sites web de qualité traitant du thème abordé ici, merci de compléter l'article en donnant les références utiles à sa vérifiabilité et en les liant à la section « Notes et références ».
Min Yoon-gi (hangeul : 민윤기 ; hanja : 閔玧其), plus connu sous ses noms de scène Suga (hangeul : 슈가) et Agust D, est un rappeur, danseur  et auteur-compositeur-interprète sud-coréen né le 9 mars 1993 à Daegu en Corée du Sud. Il est membre du boys band sud-coréen BTS.

## Biographie
Min Yoongi est né le 9 mars 1993 à Daegu, en Corée du Sud, et a un frère aîné nommé Min Geum-Jae. Il développe une passion pour le rap en écoutant Fly du groupe Epik High et débute comme rappeur underground sous le nom de « Gloss ».
En 2010, il est auditionné lors d'un casting organisé par l'agence Big Hit Entertainment et se fait remarquer ; il devient alors la seconde personne, après RM, à intégrer le boys-band BTS. Il fait ses débuts au sein du groupe le 13 juin 2013 en tant que rappeur principal et parolier.
À partir du 22 septembre 2023, il met en pause sa carrière pour effectuer son service militaire obligatoire. Il est le troisième membre du groupe BTS à s'enrôler, après Jin et J-Hope. Jugé cependant inapte à faire un service classique (sans que la raison ne soit officiellement dévoilée), il effectue un service alternatif en tant qu'agent dans un centre social,.

## Carrière

### BTS
Le 13 juin 2013, Suga fait ses débuts avec BTS au M! Countdown de Mnet avec leur single album 2 Cool 4 Skool et leur titre No More Dream.
Depuis les débuts du groupe, Suga a abordé le souhait de former une sous-unité avec Jimin. Son cadet l'avait lui aussi choisi dans le cas où une sub-unit naîtrait et voulait l'appeler « Mini Mini » car ils sont les deux plus petits du groupe en taille. C'est aussi parce que Suga appelle souvent le jeune homme « Jiminie » et que le nom de famille de l'aîné est « Min ». Les deux membres ont gardé ce vœu depuis leurs débuts, mais aucune annonce de sous-unité n'a été faite par l'agence à ce jour.
Suga a beaucoup contribué à la musique du groupe BTS. Il a écrit des chansons telles que I Like It en moins de 40 minutes, Let Me Know et Hold Me Tight. Il a également écrit les intros de The Most Beautiful In Life Part 1 & 2: Mood For Love et Never Mind. De plus, il a participé à la production de musiques solos telles que First Love pour l'album Wings, Trivia Seesaw pour l'album Love Yourself: Answer et Shadow pour Map of the Soul: 7. Il a également été retenu à des musiques solos chantées[pas clair] avec d'autres membres du groupe, comme Ddaeng avec RM et J-Hope pour le BTS Festa de 2018. Enfin, il a créé un mashup avec les chansons I Need U et Seesaw.

### Solo
Suga a écrit et composé de la musique pour d'autres artistes. Il a produit la chanson Wine If I Get Drunk Today en collaboration avec Suran et Changmo, sortie en 2017, et a remporté le « Hot Trend Award » aux MelOn Music Awards. Il a travaillé avec Lee Sora, Tablo des Epik High sur la chanson Song Request, il a offert une chanson à Heize intitulée We Don't Talk Together avec Giriboys, et a collaboré avec son groupe préféré Epik High sur la chanson Eternal Sunshine. Toutes ces chansons sont sorties en 2019.
En 2020, Suga a également aidé en tant que compositeur, producteur et parolier pour la chanson Blueberry Eyes de MAX, dans laquelle il figure en featuring.
Suga a créé une musique intitulée Over the Horizon 2022 qui a été publiée par Samsung et est installée automatiquement sur les téléphones Samsung.
De plus, il a également produit la chanson Stay Alive pour le webtoon 7 Fates: Chakho, qui s'inspire d'un conte folklorique coréen, et qui est sorti au début de l'année 2022.
Pour finir il a aussi participé à la chanson That That de PSY sortie aussi en 2022.
Il travaille dans un studio qu'il a nommé « Genius Lab »[réf. souhaitée], et continue de produire des chansons pour le groupe BTS.

## Polémiques
Dans la nuit du 6 août 2024, Suga est contrôlé par un officier de la police de Séoul après être tombé de son scooter électrique. Après un test d'alcoolémie, il s'est avéré que Suga conduisait sous l'emprise d'alcool entrainant alors le retrait de son permis de conduire et une amende,. L'artiste confirmera les faits et s'excusera pour son comportement,. Fin septembre, le tribunal de Séoul le condamne à payer une amende de 15 millions de wons (soit environ 10 000 euros) pour avoir dépassé de trois fois le seuil autorisé par la loi. 
L'incident déclenche une série de rumeurs, amplifiées par les médias et les réseaux sociaux. Le type de véhicule utilisé par Suga lors de l’incident à notamment suscité des débats, mais a finalement bien été classifié comme scooter électrique selon un officier de la police de Séoul. Par ailleurs, parmi ces rumeurs, les médias relaient le 12 août 2024 de fausses accusations relatives à ses obligations lors de son service militaire,. L'armée dément rapidement ces allégations,. Ces polémiques suscitent des débats sur la pression médiatique en Corée du Sud, rappelant le précédent tragique de Lee Sun-kyun dans le monde du spectacle.

## Discographie

### Album studio
| Année | Titre | Détails                                                                          | Classements | Classements | Classements | Classements | Classements | Classements | Classements | Classements | Ventes                                                                    |
| Année | Titre | Détails                                                                          | COR         | JAP         | AUS         | ALL         | FRA         | GBR         | CAN         | USA         | Ventes                                                                    |
| ----- | ----- | -------------------------------------------------------------------------------- | ----------- | ----------- | ----------- | ----------- | ----------- | ----------- | ----------- | ----------- | ------------------------------------------------------------------------- |
| 2023  | D-Day | - Date de sortie : 21 avril 2023 - Labels : Big Hit Music (HYBE), Geffen Records | 1           | 2           | 4           | 3           | 1           | 41          | 9           | 2           | - COR : plus de 1 336 000 - USA : plus de 200 000 - JAP : plus de 120 000 |

### Mixtapes
| Année | Titre   | Détails                                                                   |
| ----- | ------- | ------------------------------------------------------------------------- |
| 2016  | Agust D | - Date de sortie : 15 août 2016 (digital) - Label : Big Hit Entertainment |
| 2020  | D-2     | - Date de sortie : 22 mai 2020 (digital) - Label : Big Hit Entertainment  |

### Singles

#### En tant qu'artiste solo
| Année                                                             | Titre                  | Meilleures positions | Meilleures positions | Meilleures positions | Meilleures positions | Meilleures positions | Meilleures positions | Album   |
| Année                                                             | Titre                  | COR                  | JAP                  | GBR                  | CAN                  | USA                  | MON                  | Album   |
| ----------------------------------------------------------------- | ---------------------- | -------------------- | -------------------- | -------------------- | -------------------- | -------------------- | -------------------- | ------- |
| 2016                                                              | Agust D                | —                    | —                    | —                    | —                    | —                    | NC                   | Agust D |
| 2016                                                              | Give it to me          | —                    | —                    | —                    | —                    | —                    | NC                   | Agust D |
| 2020                                                              | Daechwita (대취타)     | —                    | —                    | 68                   | 100                  | 76                   | NC                   | D-2     |
| 2023                                                              | People Pt.2 (feat. IU) | 14                   | 99                   | —                    | —                    | —                    | 24                   | D-Day   |
| 2023                                                              | Haegeum (해금)         | 69                   | 66                   | 77                   | 74                   | 58                   | 15                   | D-Day   |
| « — » indique que le titre ne s'est pas classé dans cette région. |                        |                      |                      |                      |                      |                      |                      |         |

#### En collaboration
| Année                                                             | Titre                                         | Meilleures positions | Meilleures positions | Meilleures positions | Meilleures positions | Meilleures positions | Meilleures positions | Album           |
| Année                                                             | Titre                                         | COR                  | JAP                  | GBR                  | CAN                  | USA                  | MON                  | Album           |
| ----------------------------------------------------------------- | --------------------------------------------- | -------------------- | -------------------- | -------------------- | -------------------- | -------------------- | -------------------- | --------------- |
| 2019                                                              | Song Request (신청곡) (Lee So-ra feat. Suga)  | 3                    | —                    | —                    | —                    | —                    | NC                   | Hors album      |
| 2019                                                              | Suga's Interlude (avec Halsey)                | 194                  | —                    | —                    | —                    | —                    | NC                   | Manic           |
| 2020                                                              | Eight (에잇) (IU prod & feat. Suga)           | 1                    | 25                   | —                    | —                    | —                    | NC                   | Hors album      |
| 2020                                                              | Blueberry Eyes (Max feat. Suga)               | —                    | —                    | —                    | —                    | —                    | —                    | Colour Vision   |
| 2021                                                              | Girl Of My Dreams (avec Juice WRLD)           | —                    | —                    | —                    | 56                   | 29                   | 37                   | Fighting Demons |
| 2022                                                              | That That (Psy prod & feat. Suga)             | 1                    | 14                   | 61                   | 41                   | 80                   | 5                    | Psy 9th         |
| 2023                                                              | Lilith (Diablo IV Anthem) (Halsey feat. Suga) | 140                  | —                    | —                    | —                    | —                    | 119                  | Hors album      |
| « — » indique que le titre ne s'est pas classé dans cette région. |                                               |                      |                      |                      |                      |                      |                      |                 |

## Filmographie
| Année | Chaîne       | Titre                         | Rôle     | Notes                                                                                   |
| ----- | ------------ | ----------------------------- | -------- | --------------------------------------------------------------------------------------- |
| 2013  | SBS MTV      | Rookie King: Channel Bangtan  | Lui-même | 8 épisodes, télé-réalité basé sur BTS                                                   |
| 2014  | Mnet         | 4things                       | Lui-même | Épisode 3 (Documentaire à propos de Rap Monster)                                        |
| 2014  | Mnet         | American Hustle Life          | Lui-même | 8 épisodes, télé-réalité basée sur BTS                                                  |
| 2014  | Mnet America | BTS GO!                       | Lui-même | Télé-réalité basée sur BTS                                                              |
| 2016  | V LIVE +     | BTS: BON VOYAGE               | Lui-même | Télé-réalité basée sur le voyage des BTS en Europe du Nord (Suède, Norvège et Finlande) |
| 2017  | V LIVE +     | BTS: BON VOYAGE 2             | Lui-même | Télé-réalité basée sur le voyage de BTS à Hawaii                                        |
| 2018  | V LIVE +     | BTS: BON VOYAGE 3             | Lui-même | Télé-réalité basée sur le voyage de BTS à Malte                                         |
| 2018  | Film Cinéma  | BTS: BURN THE STAGE THE MOVIE | Lui-même | Documentaire basé sur la vie de BTS pendant le Wings Tour                               |
| 2019  | V LIVE +     | BTS : BON VOYAGE 4            | Lui-même | Télé-réalité basée sur le voyage de BTS en Nouvelle-Zélande                             |
| 2019  | Film Cinéma  | BTS : BRING THE SOUL          | Lui-même | Documentaire basé sur la vie de BTS pendant le Love Yourself Tour                       |

## Distinctions
| # | Année | Travail nommé          | Titre                   | Résultat |
| - | ----- | ---------------------- | ----------------------- | -------- |
|   | 2022  | Psy & Suga - That That | Best Collaboration (en) | Lauréat  |

| # | Année | Travail nommé       | Titre           | Résultat |
| - | ----- | ------------------- | --------------- | -------- |
| 9 | 2017  | Suga & Suran - Wine | Hot Trend Award | Lauréat  |